# Videoclub
Videoclub (стилизуется VIDEOCLUB) — музыкальный дуэт Адели Кастийон и Матьё Рейно, образованный в 2018 году в городе Нант, Франция. Проект стал известен благодаря песне «Amour plastique», выпущенной в сентябре 2018, которая на данный момент собрала более 125 миллионов просмотров на YouTube, а также стала популярной в социальной сети TikTok. 
31 марта 2021 года было объявлено, что Матье покинет проект из-за расставания пары и, как следствие, деятельность Videoclub будет прекращена.

## История
До Videoclub Кастийон была актрисой и имела собственный канал на YouTube, а Рейно учился создавать музыку у своего отца, который был музыкантом. Кастийон и Рейно познакомились через общего друга и впоследствии решили вместе заниматься музыкой.

## Музыкальный стиль
Музыкальный стиль группы находится под сильным влиянием музыки 1980-х годов, но так же содержит и тенденции современной популярной музыки. Источниками вдохновения являлись группы Odezenne, Superbus, Fauve, Chromatics. Дуэт также черпал вдохновение из фильмов Жака Деми для своих текстов песен.

## Дискография

### Студийные альбомы
- Euphories (2021)

### Синглы
- Amour plastique (2018)
- Roi (2018)
- En nuit
- What Are You so Afraid Of (2019)
- Mai (2019)
- Enfance 80 (2020)
- Euphories (2020)
- SMS (2021)